# Чуйково (Смоленская область)
Чуйково — деревня в Гагаринском районе Смоленской области России. Входит в состав Кармановского сельского поселения. Население — 90 жителей (2007). 
Расположена в северо-восточной части области в 28 км к северо-западу от Гагарина, в 31 км севернее автодороги М1 «Беларусь». В 37 км юго-восточнее деревни расположена железнодорожная станция Гагарин на линии Москва — Минск. 

## История
В годы Великой Отечественной войны деревня была оккупирована гитлеровскими войсками в октябре 1941 года, освобождена в марте 1943 года.